# Кадиров Гайрат Хамідуллайович
Гайрат Хамідуллайович Кадиров (нар. 7 грудня 1939, місто Ташкент, тепер Узбекистан) — радянський узбецький державний діяч, секретар ЦК КП Узбекистану, голова Ради міністрів Узбецької РСР. Кандидат у члени ЦК КПРС у 1986—1990 роках. Депутат Верховної Ради Узбецької РСР. Депутат Верховної Ради СРСР 11-го скликання. Народний депутат СРСР (1989—1991).

## Життєпис
Народився в родині службовця.
У 1957 році закінчив середню школу № 12 в Кіровському районі міста Ташкента. З 1957 по 1958 рік навчався в Томському політехнічному інституті. У 1958 році перевівся до Середньоазіатського політехнічного інституту.
У 1962 році закінчив Середньоазіатський (Ташкентський) політехнічний інститут, інженер-електромеханік.
У 1962—1963 роках — інженер-конструктор відділу головного конструктора, секретар комітету комсомолу Чирчицького трансформаторного заводу Узбецької РСР. У 1963—1964 роках — інженер-конструктор, у 1964—1967 роках — керівник групи, в 1967—1968 роках — керівник сектора конструкторського бюро Чирчицького філіалу Всесоюзного інституту трансформаторобудування.
Член КПРС з 1965 року.
У 1968—1970 роках — секретар партійного комітету Чирчицького трансформаторного заводу Узбецької РСР.
У 1970—1972 роках — інструктор відділу важкої промисловості і машинобудування ЦК КП Узбекистану, в 1972—1973 роках — інспектор відділу організаційно-партійної роботи ЦК КП Узбекистану по Самаркандській області.
У 1973—1975 роках — слухач Вищої партійної школи при ЦК КПРС у Москві.
У 1975—1979 роках — 1-й секретар Чирчицького міського комітету КП Узбекистану.
У 1979—1984 роках — завідувач відділу важкої промисловості і машинобудування ЦК КП Узбекистану.
9 січня — 22 листопада 1984 року — секретар ЦК КП Узбекистану — завідувач відділ будівництва ЦК КП Узбекистану.
19 листопада 1984 — 21 жовтня 1989 року — голова Ради міністрів Узбецької РСР.
З жовтня 1989 по квітень 1991 року — заступник міністра електротехнічної промисловості та приладобудування СРСР.
З 1991 року — президент асоціації «Електрокабель» у Москві.
Потім — на пенсії.

## Нагороди
- орден Леніна
- орден Трудового Червоного Прапора
- медалі